# EME (komunikacja)
EME lub Earth-Moon-Earth (Ziemia-Księżyc-Ziemia) znana też jako moon bounce (odbicie od Księżyca) – technika prowadzenia łączności w pasmach UKF, wykorzystująca odbicie fal radiowych od powierzchni Księżyca.

## Historia
Użycie księżyca jako pasywnego satelity komunikacyjnego zaproponowane zostało w roku 1940 przez W. Braya z British General Post Office (Brytyjski Główny Urząd Pocztowy). Obliczono, że przy pomocy mikrofal o dużej mocy możliwe jest odbicie tych sygnałów od powierzchni Księżyca i ich odbiór niskoszumowymi odbiornikami. W związku z tym można uruchomić co najmniej jeden kanał foniczny.
Technika „moon bounce” została rozwinięta przez Armię Stanów Zjednoczonych w latach powojennych. Pierwsza udana transmisja zakończona odbiorem echa odbitego od Księżyca przeprowadzona została z Fortu Monmouth w New Jersey 10 stycznia 1946 przez Johna DeWitta jako część projektu Diana.
Następnie użyto tej metody do przeprowadzenia łączności emisją RTTY pomiędzy bazą Marynarki Wojennej Stanów Zjednoczonych w Pearl Harbor na Hawajach i główną siedzibą United States Navy w Waszyngtonie. W okresie przed zastosowaniem satelitów telekomunikacyjnych, połączenie to było rewolucyjne.
W latach kolejnych ta technika używana była w celach innych niż militarne, pierwszy amatorski odbiór sygnałów odbitych od Księżyca miał miejsce w roku 1953.

## Współczesne łączności EME
Do łączności EME stosuje się zaawansowane systemy antenowe i dość duże moce nadajnika (rzędu kilkuset watów). W związku z tym na tę specjalizację w krótkofalarstwie mogą pozwolić sobie tylko nieliczni krótkofalowcy z dużą wiedzą i najwyższymi kwalifikacjami konstruktorskimi. Poza tym jest to dosyć drogi sport.
Anteny muszą być skierowane dokładnie w kierunku Księżyca, w związku z tym stosuje się skomplikowane systemy obracania zarówno w płaszczyźnie poziomej, jak i pionowej.
QSO (łączność) przeprowadza się kierując wiązkę fal z anteny na powierzchnię Księżyca. Po przejściu przez jonosferę wiązka odbija się od jego powierzchni i wracając w kierunku Ziemi trafia do anteny odbiorcy znajdującego się często na innym kontynencie. Zasięgi takich łączności to nierzadko kilkanaście tysięcy kilometrów.
Ponieważ powierzchnia Księżyca ma niski współczynnik odbicia fal radiowych (około 10%), a osłabienie sygnału na dystansie średnio 770 000 km jest ekstremalnie wysokie (około 250 dB zależnie od używanego pasma VHF-UHF), do przeprowadzenia łączności wymagana jest wysoka moc nadajnika (powyżej 100 W) oraz duży zysk anteny (powyżej 35 dB). W praktyce oznacza to użycie tej techniki w paśmie VHF i powyżej.
W praktyce fale radiowe w łącznościach EME odbija tylko najbliższa Ziemi część Księżyca, ograniczona do pola o średnicy 340 km (10% średnicy Księżyca). Obszary zewnętrzne tego kręgu położone są dalej od Ziemi o 8 km niż centrum, co odpowiada dłuższemu czasowi przebiegu fali radiowej o około 100 μs. Powoduje to zniekształcenia czoła fali w wyniku nakładania się fal odbitych i w efekcie ogranicza szerokość wstęgi modulacji nadajnika do 10 kHz.
Współczesny rozwój sygnałów cyfrowych pozwala na kontakty EME, jednak z niską szybkością transmisji danych, z mocami rzędu 100 W i pojedynczej anteny Yagi.
Łączności wykonywane tą techniką, ze względu na małą skuteczność i pewność transmisji, wykorzystują w praktyce tylko krótkofalowcy. Służby profesjonalne z tego sposobu nie korzystają.
Normalnym i ciekawym zjawiskiem jest odbiór własnego echa. Po wyłączeniu nadajnika i przejściu na odbiór można usłyszeć własny sygnał, opóźniony o około 2 sekundy.
Czasem występuje niewyjaśnione dotąd zjawisko nazywane long delayed echo (LDE), charakteryzuje się tym, że echo wraca do nadawcy po czasie dłuższym niż 2,7 sekundy.

## Typy modulacji i optymalne częstotliwości dla EME
- VHF
  - CW
  - JT65A
  - JT65B

- UHF
  - CW
  - JT65C
  - SSB

- Mikrofale
  - CW
  - SSB

## Galeria

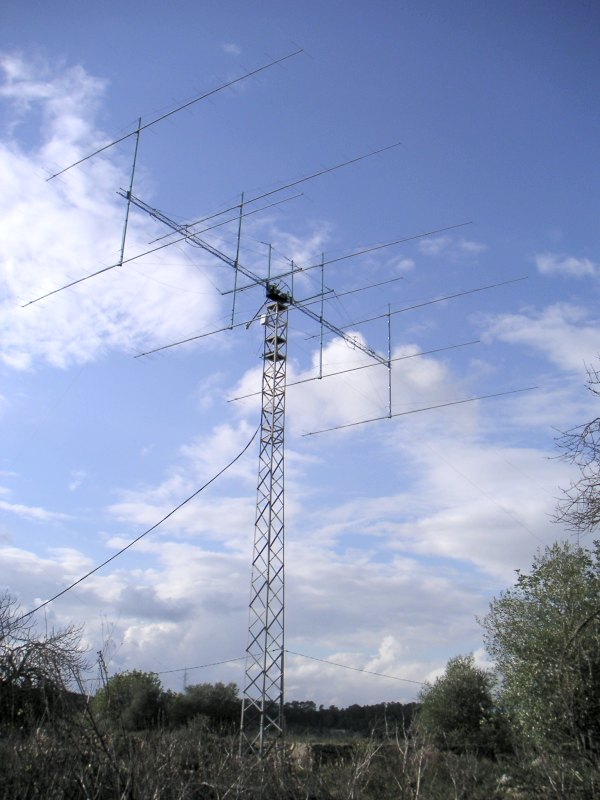
Zestaw 8 anten Yagi, liczących po 16 elementów, na pasmo 144 MHz EME przy stacji EA6VQ na Balearach w Hiszpanii
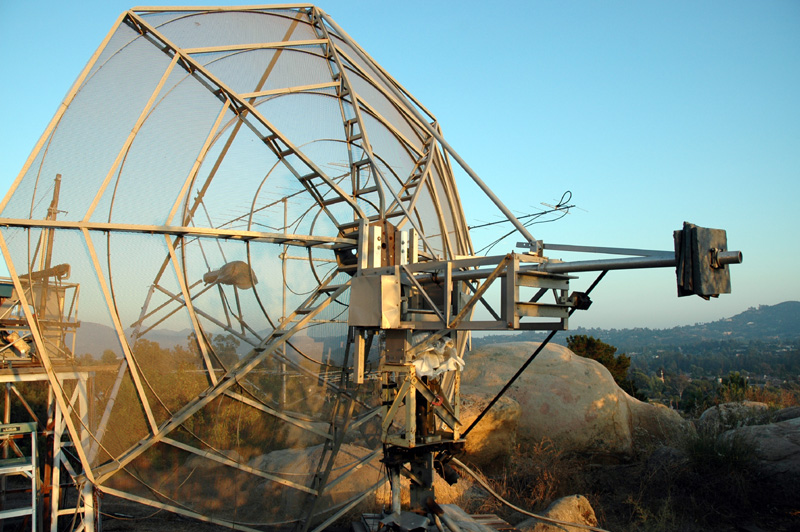
Talerz anteny mikrofalowej EME produkcji WA6PY, Kalifornia, USA